# Ny Kaledonien
 Der er for få eller ingen kildehenvisninger i denne artikel, hvilket er et problem. Du kan hjælpe ved at angive troværdige kilder til de påstande, som fremføres i artiklen.

Ny Kaledonien (fr. Nouvelle-Calédonie) er et fransk oversøisk territorium i Stillehavet omkring 1200 km øst for Australien. Hovedstaden hedder Nouméa. Ny Kaledonien havde 271.407 indbyggere (2019). Øgruppen står for 40 % af verdens nikkelproduktion.

## Historie
Den vestlige del af Stillehavet blev først befolket af mennesker for omkring 3.500 år siden. Lapitafolket kom til øerne, som i dag udgør Ny Kaledonien, omkring år 1500 før Kristus. Lapitafolket var dygtige søfarere og navigatører, og et jordbrugsfolk som dominerede store områder i Stillehavet.
Det vigtigste sted for forskning i Lapita-kulturen er Lapita 13-udgravningsstedet på vestkysten af hovedøen Grande Terre, hvor forskningen i Lapita-kulturen begyndte i 1947. På det tidspunkt blev i alt 53 lokaliteter undersøgt, og 11 blev udgravet. Lerkarskår med de karakteristiske mønstre var blevet fundet flere gange før, men den på det tidspunkt nye kulstof 14-datering viste, at fundene kunne dateres tilbage til 800 før Kristus.
Fra omkring 1000-tallet, kom også polynesiere og blandede sig med øgruppens oprindelige beboere. Europæerne opdagede først Ny Kaledonien i slutningen af 1700-tallet. Den britiske opdager James Cook fik øje på øen Grande-Terre i 1774 og kaldte den Ny Kaledonien.
Britiske og amerikanske hvalfangere var de første kommercielle søfarerne som besøgte øerne, mens de i 1800-tallet opererede ud for Ny Kaledonien. De blev efterfulgt af handelsmænd af sandeltræ, som var de første til at påvirke øboerne i nogen grad. Da lageret af sandeltræ begyndte at falde, blev handelsmændenes holdning mere truende og arrogant. Europæerne bragte også nye sygdomme med sig, som kopper, mæslinger, dysenteri, influenza, syfilis og spedalskhed. Mange mennesker døde som følge af disse sygdomme. Spændingerne mellem øboerne og handelsmændene udviklede sig til fjendtligheder, og i 1849 blev mandskabet på det amerikanske skib «Cutter» dræbt og spist af Pouma-klanen.
Efterhånden som handelen med sandeltræ aftog, blev det erstattet af en ny form for handel, «blackbirding». Blackbirding var en engelsk eufemisme (forskønnet omskrivning) for at kidnappe folk til slaveri, blandt andet fra Ny Kaledonien, for at bruge dem til arbejde på sukkerrørplantagerne. Slavehandelen ophørte i begyndelsen af 1900-tallet. Ofrene for denne handel blev kaldt kanakas, ligesom alle folkeslagene i Oceanien blev kaldt, efter det hawaiianske ord for «menneske», «mand». Dette kaldenavn blev senere forkortet til kanak, og overtaget af lokalbefolkningen efter den franske anneksion, da landet blev en koloni under Frankrig.
Ny Kaledonien kom i fransk besiddelse i 1853. Efter britisk eksempel sendte Frankrig mellem 1864 og 1922 tilsammen 22.000 dømte forbrydere til straffearbejdskolonier langs den sydvestlige kyst. Dette tal omfattede almindelige kriminelle og politiske fanger. Mod slutningen af epoken med straffekolonier, udgjorde frie europæiske nybyggere (inklusive tidligere straffefanger) og asiatiske kontraktarbejdere flertallet af befolkningen. Antallet af kanaker faldt drastisk i samme periode på grund af sygdomme og et apartheid-lignende system kaldet Code de l'Indigénat, som dikterede strenge begrænsninger med hvilket arbejde de kunne have, hvor de kunne bevæge sig og ejerskab af land.
Under 2. verdenskrig, blev de franske kolonier i den sydlige del af Stillehavet en del af de Frie franske styrker. Støttet af Australien blev disse kolonier vigtige baser for De Allierede. De amerikanske styrker etablerede en stor marinebase i Ny Kaledonien for at bekæmpe Japan. Frygten var at om Ny Kaledonien blev efterladt ville japansk fremgang og erobringer fortsætte, og true med at lukke søforbindelsen mellem Nordamerika og Australien. Nouméa fungerede som hovedkvarter for den amerikanske marine og hæren i den sydlige del af Stillehavet. På grund af nærheden til territoriets operationer, blev Nouméa også en reparationsbase for skadede amerikanske og alliererede skibe. Nouméa blev efterhånden mindre vigtig som marine- og militærbase efterhånden som den amerikanske og allierede offensive linje hurtigt flyttede sig nordover og over Ækvator.
Efter krigen blev de allieredes militære hovedkvarter – et femkantet bygningskompleks – overtaget som hovedkontor for en ny regional mellemstatslig udviklingsorganisation; South Pacific Commission, senere kendt som Secretariat of the Pacific Community og Pacific Community.
Kaledonierne ville være selvstændige og i 1970'erne opstod der voldsomme oprør i Ny Kaledonien.
Ny Kaledonien har været på FN's liste over ikke-selvstyrende områder siden 1986. Kampen for at blive en uafhængig stat, begyndte i 1985 ved Front de libération nationale kanak et socialiste (FLNKS). FLNKS, som blev ledet af Jean-Marie Tjibaou, som blev myrdet i et attentat i 1989, tog til orde for oprettelsen af en uafhængig stat af kanaker. Problemerne kulminerede i 1988 med et blodig gidseldrama på Ouvéa.
Uroen førte til øget selvstyre i Matignon-aftalen fra 1988 og Nouméa-overenskomsten i 1998. Denne overenskomst beskrev fristillingsprocessen som «ikke reverserbar», og skaffede til veje et lokalt ny-kaledonsk statsborgerskab med egne officielle symboler på nykaledonisk identitet (som et nationalt flag), samt få en folkeafstemning om det omstridte spørgsmål om uafhængighed fra den franske republik, engang efter 2014.
Den 4. november 2018 stemte befolkningen i Ny Kaledonien i en folkeafstemning imod territoriets uafhængighed og fulde suverænitet. 56,4% af vælgerne stemte nej for uafhængighed, 43,6% stemte ja. Afholdelsen af denne folkeafstemning var kulminationen på en lang proces indledt af Matignon-aftalerne fra 1988.
I december 2021 stemte ved en folkeafstemning om løsrivelse fra Frankrig over 90 procent nej til uafhængighed, men afstemningen blev boykottet af grupper, der støtter uafhængighed. Heriblandt navnlig organisationer for øgruppens oprindelige befolkning, kanakker.
Natten til den 14. maj 2024 og de følgende dage var der voldsomme optøjer i Nouméa. Talrige virksomheder blev plyndret og sat i brand, herunder apoteker, bilforhandlere og tankstationer. Flere skoler og offentlige faciliteter blev også sat i brand. Brandvæsenet måtte slukke over 200 brande. La Tontouta International Airport blev lukket.Sikkerhedsstyrker blev angrebet af for det meste unge oprørere. Der var flere dødsfald. Præsidenten for den sydlige provins, Sonia Backès, skrev derefter til præsident Emmanuel Macron: "Vi er i en borgerkrig" og opfordrede til at erklære undtagelsestilstand, hvilket blev gjort kort efter.
Udløseren for volden var afstemningen i den franske nationalforsamling om en ændring af valgloven på øen. Den nye loven giver franske borgere, som har boet ti år i Ny Kaledonien, ret til at stemme ved lokalvalg.
Den 23. maj rejste præsident Emmanuel Macron sammen med flere ministre til Ny Kaledonien, for at mægle efter de svære uroligheder. Uafhængighedspartiet FLNKS meddelte at en vedvarende fred kun kan komme, hvis man kunne blive enige om en udvikling i retning af uafhængighed.

## Geografi og Klima
Ny Kaledonien ligger øst for Australien på den nordlige spids af Zealandia- soklen i den sydvestlige
del af Stillehavet. Øernes areal er 18.576 km², hvoraf 18.091 km² er land og 485 km² er vand. Hovedøen Grande-Terre er langt den største ø i gruppen på 16.372 km². Ny Kaledonien omfatter også Belep-øerne og Île Baaba i nord, Île Balabio i nordøst, Loyalty-øerne i øst, Île des Pins i sydøst, Île Ouen på den sydlige spids og de fjerntliggende atoller Chesterfield og Bellona i vest og atoller og rev i Récifs d'Entrecasteaux i nordvest. Kystlinjen har en samlet længde på 2254 km.
De højeste punkter på øerne er Mont Panié på 1628 meter i nord og Mont Humboldt på 1618 m i den sydlige del af Grande Terre. Omkring hovedøen ligger New Caledonian Barrier Reef, et af de største koralrevskomplekser i verden efter Great Barrier Reef og sammen med Belize Barrier Reef. Bagved barriererevet begynder den cirka 1,3 millioner km² store Coral Sea Natural Park. Den længste flod er den cirka 90 km lange Diahot, den største sø er det 22 km lange Lac de Yaté reservoir. Af de talrige karsthuler på øerne er den 11.410 m lange Grotte de Hnanawae den største.
Ny Kaledonien ligger mellem breddegraderne 19 og 23 syd og er derfor på kanten af den tropiske klimazone. Gennemsnitstemperaturerne på øerne ligger mellem 20 og 30 °C hele året rundt. Bjergkæden, der løber langs hovedøen, deler Ny Kaledonien i et fugtigt øst (inklusive øerne øst for hovedøen) og et ret tørt vest, der ligger i regnskyggen. Den relativt kølige, tørre sæson varer fra midten af maj til midten af september, regntiden fra midten af november til april. Østsiden af øen modtager omkring 2500 til 4000 mm regn om året, vestsiden (læ) modtager generelt mindre end 1500 mm, f.eks. B. Ouaco omkring 800 mm. I meget tørre år falder der nogle steder kun 250 til 300 mm nedbør.

## Plantevækst
Hverken fugtighed eller jordens frugtbarhed begunstiger en rig plantevækst. Serpentinterrænet er for størstedelen bevokset med lavt, stedsegrønt krat af forskellige arter af myrte-familien, der viser slægtskab med det subtropiske Australien. De lavereliggende egne, hvor også jorden er mere frugtbar, har en rigere plantevækst af tropisk karakter. Bjergene har her en rigelig græsvækst, og de mod havet vendende skråninger dækkes af tætte skove.
Floraen omfatter en lang række specielle arter, hvoraf mange er endemiske - dette antages at skyldes øgruppens isolation, men det er ikke klart hvorfor dette i højere grad gør sig gældende i Ny Kaledonien og på Norfolk Island end på de andre øer i Melanesien. Floraen her nedstammer fra arter der voksede på superkontinentet Gondwana og området giver botanikerne et indblik i hvordan floraen formentlig var på Gondwana. Specielt blandt nåletræerne findes mange endemiske arter på øen - hele 44.

## Befolkning
Af de 50.608 indbyggere i 1911 var 28.075 indfødte, 13.138 frie europæere, 5.671 straffefanger, resten indere, kinesere, melanesiere.
I dag er befolkningsfordelingen:
- Oprindelige indbyggere: 43 %
- Af europæisk herkomst: 37 %
- Øvrige (asiater, polynesiere): 20 %

## Mineraler
Jorden er jernholdig og ufrugtbar, men til gengæld meget rig på malme. Mod nord findes guld, kobber, antimon og bly. I serpentinen findes kromjernsten, cinnober, koboltmalme og garnierit, en meget rig nikkelmalm, der forekommer i så betydelige mængder, at Ny Kaledonien er et af hovedproduktionsstederne for nikkel. Desuden findes kul ved vestkysten. Sådanne særligt metalholdige jorde kaldes også ultramafiske, og disse særlige jorde kan være en anden forklaring på øens særlige flora; den er hjemsted for en række metallofytter (planter der gror bedst i jord med højt indhold af metaller).

## Erhverv
- Servicesektoren: 40 %
- Jordbrug: 32 %
- Industri: 28 %

Der dyrkes kaffe, kokos, bomuld, maniok, majs, tobak, bananer og ananas.
Det største erhverv er nikkelproduktion samt turisme (turister fra Frankrig, Japan og Australien).

## Eksterne links
- Wikimedia Commons har flere filer relateret til Ny Kaledonien
- Finding New Caledonia Arkiveret 19. maj 2006 hos  Wayback Machine

21°15′S 165°18′Ø / 21.25°S 165.3°Ø